# دهستان چم‌چمال
دهستان چم‌چمال نام یکی از دهستان های دشت چمچمال در استان کرمانشاه است که در بخش بیستون شهرستان هرسین واقع شده‌است. گویش مردم این منطقه کردی چمچمالی است. از روستاهای معروف آن می‌توان به بدربان، سفید چقا، تازه‌آباد و تپه خرس اشاره نمود.

## جمعیت
بر پایه سرشماری عمومی نفوس و مسکن در سال ۱۳۹۵ جمعیت این دهستان ۱۲٬۴۹۹ نفر (در ۳٬۵۳۶ خانوار) بوده‌است.